# 500 Milhas de Indianápolis de 1960
Resultados da quadragésima quarta edição das 500 Milhas de Indianápolis realizadas no Indianapolis Motor Speedway à 30 de maio de 1960, valendo também como terceira etapa do mundial de Fórmula 1. O vencedor foi o norte-americano Jim Rathmann.

## Treinos classificatórios
| Pos. | Nº | Piloto            | Equipe                         | Chassi                | Motor              | Pneu | Tempo    | Diferença |
| ---- | -- | ----------------- | ------------------------------ | --------------------- | ------------------ | ---- | -------- | --------- |
| 1    | 6  | Eddie Sachs       | Dean Van Lines                 | Ewing E(?)            | Offenhauser L4 4.5 | F    | 1'01"395 |           |
| 2    | 4  | Jim Rathmann      | Ken-Paul                       | Watson Indy Roadster  | Offenhauser L4 4.5 | F    | 1'01"487 | "092      |
| 3    | 1  | Rodger Ward       | Leader Card 500                | Watson Indy Roadster  | Offenhauser L4 4.5 | F    | 1'01"830 | "435      |
| 4    | 97 | Dick Rathmann     | Jim Robbins                    | Watson Indy Roadster  | Offenhauser L4 4.5 | F    | 1'01"837 | "442      |
| 5    | 9  | Len Sutton        | S-R Racing/Salemi & Rini       | Watson Indy Roadster  | Offenhauser L4 4.5 | F    | 1'01"880 | "485      |
| 6    | 28 | Troy Ruttman      | John Zink                      | Watson Indy Roadster  | Offenhauser L4 4.5 | F    | 1'01"913 | "518      |
| 7    | 22 | Eddie Johnson     | Jim Robbins                    | Trevis Indycar        | Offenhauser L4 4.5 | F    | 1'02"068 | "673      |
| 8    | 7  | Don Branson       | Bob Estes                      | Phillips ???          | Offenhauser L4 4.5 | F    | 1'02"175 | "780      |
| 9    | 65 | Chuck Stevenson   | Leader Card 500                | Watson Indy Roadster  | Offenhauser L4 4.5 | F    | 1'02"213 | "818      |
| 10   | 10 | Jimmy Bryan       | Metal-Cal                      | Epperly Indy Roadster | Offenhauser L4 4.5 | F    | 1'02"270 | "875      |
| 11   | 73 | Don Freeland      | Ross-Babcock Traveler Racing   | Kurtis Kraft 500H     | Offenhauser L4 4.5 | F    | 1'02"347 | "952      |
| 12   | 98 | Lloyd Ruby        | J.C. Agajanian                 | Watson Indy Roadster  | Offenhauser L4 4.5 | F    | 1'02"410 | 1"015     |
| 13   | 8  | Johnny Boyd       | Bowes Seal Fast Racing         | Epperly Indy Roadster | Offenhauser L4 4.5 | F    | 1'02"600 | 1"205     |
| 14   | 38 | Bob Christie      | Federal Engineering            | Kurtis Kraft 500C     | Offenhauser L4 4.5 | F    | 1'02"657 | 1"262     |
| 15   | 32 | Wayne Weiler      | Ansted Rotary                  | Epperly Indy Roadster | Offenhauser L4 4.5 | F    | 1'02"712 | 1"317     |
| 16   | 5  | A.J. Foyt         | Bowes Seal Fast Racing         | Kurtis Kraft 500H     | Offenhauser L4 4.5 | F    | 1'02"733 | 1"338     |
| 17   | 3  | Johnny Thomson    | Adams Quarter Horse Racing     | Lesovsky ???          | Offenhauser L4 4.5 | F    | 1'03"457 | 2"062     |
| 18   | 2  | Tony Bettenhausen | Lindsey Hopkins                | Watson Indy Roadster  | Offenhauser L4 4.5 | F    | 1'03"977 | 2"582     |
| 19   | 26 | Shorty Templeman  | Federal Engineering            | Kurtis Kraft 500C     | Offenhauser L4 4.5 | F    | 1'04"562 | 3"167     |
| 20   | 37 | Gene Force        | Roy McKay                      | Kurtis Kraft 500H     | Offenhauser L4 4.5 | F    | 1'04"730 | 3"335     |
| 21   | 14 | Bobby Grim        | William Forbes                 | Meskowski ???         | Offenhauser L4 4.5 | F    | 1'04"868 | 3"473     |
| 22   | 27 | Red Amick         | King O'Lawn/Leonard Faas       | Epperly Indy Roadster | Offenhauser L4 4.5 | F    | 1'04"900 | 3"505     |
| 23   | 56 | Jim Hurtubise     | Travelon Trailer / Ernest Ruiz | Christensen ???       | Offenhauser L4 4.5 | F    | 1'05"410 | 4"015     |
| 24   | 48 | Gene Hartley      | Sumar/Chapman Root             | Kurtis Kraft 500G     | Offenhauser L4 4.5 | F    | 1'05"545 | 4"150     |
| 25   | 44 | Bob Veith         | Peter Schmidt                  | Meskowski ???         | Offenhauser L4 4.5 | F    | 1'05"778 | 4"383     |
| 26   | 99 | Paul Goldsmith    | Norman Demler                  | Epperly Indy Roadster | Offenhauser L4 4.5 | F    | 1'06"033 | 4"638     |
| 27   | 17 | Duane Carter      | Thompson / Ensley & Murphy     | Kuzma Indy Roadster   | Offenhauser L4 4.5 | F    | 1'06"100 | 4"705     |
| 28   | 18 | Bud Tingelstad    | Jim Robbins                    | Trevis Indycar        | Offenhauser L4 4.5 | F    | 1'06"223 | 4"828     |
| 29   | 46 | Eddie Russo       | Go-Kart/C.O. Prather           | Kurtis Kraft 500G     | Offenhauser L4 4.5 | F    | 1'06"290 | 4"895     |
| 30   | 76 | Al Herman         | Joe Hunt Magneto               | Ewing E(?)            | Offenhauser L4 4.5 | F    | 1'06"453 | 5"058     |
| 31   | 39 | Bill Homeier      | Ridgewood Builders             | Kuzma Indy Roadster   | Offenhauser L4 4.5 | F    | 1'06"718 | 5"323     |
| 32   | 16 | Jim McWithey      | Hoover Motor Express           | Epperly Indy Roadster | Offenhauser L4 4.5 | F    | 1'07"112 | 5"717     |
| 33   | 23 | Dempsey Wilson    | Bryant Heating                 | Kurtis Kraft 500G     | Offenhauser L4 4.5 | F    | 1'07"842 | 6"447     |

## Corrida
| Pos. | Nº | Piloto            | Equipe                         | Chassi                | Motor              | Pneu | Voltas | Tempo                             | Grid | Pontos |
| ---- | -- | ----------------- | ------------------------------ | --------------------- | ------------------ | ---- | ------ | --------------------------------- | ---- | ------ |
| 1    | 4  | Jim Rathmann      | Ken-Paul                       | Watson Indy Roadster  | Offenhauser L4 4.5 | F    | 200    | 3h 36m 11s 360ms (223.304 km/h)   | 2    | 8      |
| 2    | 1  | Rodger Ward       | Leader Card 500                | Watson Indy Roadster  | Offenhauser L4 4.5 | F    | 200    | 3h 36m 24s 109ms (+12s 749ms)     | 3    | 6      |
| 3    | 99 | Paul Goldsmith    | Norman Demler                  | Epperly Indy Roadster | Offenhauser L4 4.5 | F    | 200    | 3h 39m 18s 660ms (+3m 07s 300ms)  | 26   | 4      |
| 4    | 7  | Don Branson       | Bob Estes                      | Phillips ???          | Offenhauser L4 4.5 | F    | 200    | 3h 39m 19s 340ms (+3m 07s 979ms)  | 8    | 3      |
| 5    | 3  | Johnny Thomson    | Adams Quarter Horse Racing     | Lesovsky ???          | Offenhauser L4 4.5 | F    | 200    | 3h 39m 22s 710ms (+3m 11s 350ms)  | 17   | 2      |
| 6    | 22 | Eddie Johnson     | Jim Robbins                    | Trevis Indycar        | Offenhauser L4 4.5 | F    | 200    | 3h 40m 21s 970ms (+4m 10s 609ms)  | 7    | 1      |
| 7    | 98 | Lloyd Ruby        | J.C. Agajanian                 | Watson Indy Roadster  | Offenhauser L4 4.5 | F    | 200    | 3h 40m 39s 950ms (+4m 28s 590ms)  | 12   |        |
| 8    | 44 | Bob Veith         | Peter Schmidt                  | Meskowski ???         | Offenhauser L4 4.5 | F    | 200    | 3h 41m 28s 840ms (+5m 17s 479ms)  | 25   |        |
| 9    | 18 | Bud Tingelstad    | Jim Robbins                    | Trevis Indycar        | Offenhauser L4 4.5 | F    | 200    | 3h 44m 31s 270ms (+8m 19s 909ms)  | 28   |        |
| 10   | 38 | Bob Christie      | Federal Engineering            | Kurtis Kraft 500C     | Offenhauser L4 4.5 | F    | 200    | 3h 44m 51s 640ms (+8m 40s 279ms)  | 14   |        |
| 11   | 27 | Red Amick         | King O'Lawn/Leonard Faas       | Epperly Indy Roadster | Offenhauser L4 4.5 | F    | 200    | 3h 47m 21s 940ms (+11m 10s 580ms) | 22   |        |
| 12   | 17 | Duane Carter      | Thompson / Ensley & Murphy     | Kuzma Indy Roadster   | Offenhauser L4 4.5 | F    | 200    | 3h 47m 28s 560ms (+11m 17s 199ms) | 27   |        |
| 13   | 39 | Bill Homeier      | Ridgewood Builders             | Kuzma Indy Roadster   | Offenhauser L4 4.5 | F    | 200    | 3h 48m 22s 070ms (+12m 10s 710ms) | 31   |        |
| 14   | 48 | Gene Hartley      | Sumar/Chapman Root             | Kurtis Kraft 500G     | Offenhauser L4 4.5 | F    | 196    |                                   | 24   |        |
| 15   | 65 | Chuck Stevenson   | Leader Card 500                | Watson Indy Roadster  | Offenhauser L4 4.5 | F    | 196    |                                   | 9    |        |
| 16   | 14 | Bobby Grim        | William Forbes                 | Meskowski ???         | Offenhauser L4 4.5 | F    | 194    |                                   | 21   |        |
| 17   | 26 | Shorty Templeman  | Federal Engineering            | Kurtis Kraft 500C     | Offenhauser L4 4.5 | F    | 191    |                                   | 19   |        |
| 18   | 56 | Jim Hurtubise     | Travelon Trailer / Ernest Ruiz | Christensen ???       | Offenhauser L4 4.5 | F    | 185    | Biela                             | 23   |        |
| 19   | 10 | Jimmy Bryan       | Metal-Cal                      | Epperly Indy Roadster | Offenhauser L4 4.5 | F    | 152    | Bomba à gasolina                  | 10   |        |
| 20   | 28 | Troy Ruttman      | John Zink                      | Watson Indy Roadster  | Offenhauser L4 4.5 | F    | 134    | Ponte traseira                    | 6    |        |
| 21   | 6  | Eddie Sachs       | Dean Van Lines                 | Ewing E(?)            | Offenhauser L4 4.5 | F    | 132    | Magneto                           | 1    |        |
| 22   | 73 | Don Freeland      | Ross-Babcock Traveler Racing   | Kurtis Kraft 500H     | Offenhauser L4 4.5 | F    | 129    | Magneto                           | 11   |        |
| 23   | 2  | Tony Bettenhausen | Lindsey Hopkins                | Watson Indy Roadster  | Offenhauser L4 4.5 | F    | 125    | Biela                             | 18   |        |
| 24   | 32 | Wayne Weiler      | Ansted Rotary                  | Epperly Indy Roadster | Offenhauser L4 4.5 | F    | 103    | Colisão                           | 15   |        |
| 25   | 5  | A.J. Foyt         | Bowes Seal Fast Racing         | Kurtis Kraft 500H     | Offenhauser L4 4.5 | F    | 90     | Embreagem                         | 16   |        |
| 26   | 46 | Eddie Russo       | Go-Kart/C.O. Prather           | Kurtis Kraft 500G     | Offenhauser L4 4.5 | F    | 84     | Colisão                           | 29   |        |
| 27   | 8  | Johnny Boyd       | Bowes Seal Fast Racing         | Epperly Indy Roadster | Offenhauser L4 4.5 | F    | 77     | Motor                             | 13   |        |
| 28   | 37 | Gene Force        | Roy McKay                      | Kurtis Kraft 500H     | Offenhauser L4 4.5 | F    | 74     | Travões                           | 20   |        |
| 29   | 16 | Jim McWithey      | Hoover Motor Express           | Epperly Indy Roadster | Offenhauser L4 4.5 | F    | 60     | Travões                           | 32   |        |
| 30   | 9  | Len Sutton        | S-R Racing/Salemi & Rini       | Watson Indy Roadster  | Offenhauser L4 4.5 | F    | 47     | Motor                             | 5    |        |
| 31   | 97 | Dick Rathmann     | Jim Robbins                    | Watson Indy Roadster  | Offenhauser L4 4.5 | F    | 42     | Travões                           | 4    |        |
| 32   | 76 | Al Herman         | Joe Hunt Magneto               | Ewing E(?)            | Offenhauser L4 4.5 | F    | 34     | Embreagem                         | 30   |        |
| 33   | 23 | Dempsey Wilson    | Bryant Heating                 | Kurtis Kraft 500G     | Offenhauser L4 4.5 | F    | 11     | Magneto                           | 33   |        |

Motivos de abandono:
1. motor  2. sistema hidráulico  3. coluna de direção

## Líderes por volta
| - 1 Rodger Ward - 2-3 Eddie Sachs - 4-18 Rodger Ward - 19-24 Troy Ruttman - 25-37 Jim Rathmann - 38-41 Rodger Ward - 42-51 Eddie Sachs - 52-56 Troy Ruttman - 57-61 Eddie Sachs - 62-69 Jim Rathmann - 70-72 Eddie Sachs - 73-74 Jim Rathmann - 75 Eddie Sachs - 76-85 Jim Rathmann - 86-95 Eddie Thomson | - 96-122 Jim Rathmann - 123-127 Rodger Ward - 128-141 Jim Rathmann - 142-146 Rodger Ward - 147 Jim Rathmann - 148-151 Rodger Ward - 152-162 Jim Rathmann - 163-169 Rodger Ward - 170 Jim Rathmann - 171-177 Rodger Ward - 178-182 Jim Rathmann - 183-189 Rodger Ward - 190-193 Jim Rathmann - 194-196 Rodger Ward - 197-200 Jim Rathmann |